# Something to Remember
Something to Remember es un álbum recopilatorio de la cantante estadounidense Madonna, que incluye baladas grabadas desde 1984 hasta 1995. El disco se concibió en un momento en el que su carrera musical pasaba por una situación desfavorable tras recibir críticas negativas de sus últimos proyectos en los primeros años de la década de 1990, motivo por el cual había decidido cambiar su imagen nuevamente y adoptar un estilo más simple, similar al que había empleado en los años 1980. Madonna lamentó que su música muchas veces se pasara por alto y se prestara más atención a las polémicas y la publicidad negativa de sus proyectos, por lo que Something to Remember representó una oportunidad para reflexionar sobre su carrera y reconectarse con el público. El álbum contiene baladas pop desde Like a Virgin (1984) hasta Bedtime Stories (1994) y se añadieron tres canciones nuevas: una versión de «I Want You» de Marvin Gaye, en colaboración con la banda británica de trip hop Massive Attack y producida por Nellee Hooper, más dos originales tituladas «You'll See» y «One More Chance», compuestas y producidas junto con el canadiense David Foster.
Madonna quería que fuera algo más que una mera colección de baladas, dado que deseaba dejar constancia de la transformación artística que estaba experimentando. En este sentido, el material carece de los temas abiertamente sexuales presentes en sus dos trabajos anteriores, Erotica y Bedtime Stories, y en su lugar se inclina por composiciones más suaves como el amor y el «melodrama musical». El título proviene de la canción homónima, «Something to Remember», que apareció originalmente en la banda sonora I'm Breathless (1990) y que también formó parte del recopilatorio. La portada del disco, que muestra a la artista con un vestido de cóctel ceñido de color blanco y el cabello liso, fue tomada por el fotógrafo peruano Mario Testino durante una sesión que Madonna realizó para la campaña Couture de la marca Versace en 1995.
Considerado uno de los primeros recopilatorios de baladas, Something to Remember salió a la venta a través de las compañías Maverick, Sire y Warner Bros. Records el 30 de octubre de 1995 en Australia, Europa y Nueva Zelanda y el 7 de noviembre en los Estados Unidos. Como parte de la promoción, Warner Bros. lanzó la página oficial de Madonna, que fue uno de los primeros en utilizar la tecnología RealAudio 2.0, y la cantante concedió entrevistas a varios medios de comunicación; sus apariciones promocionales mostraban una imagen más comedida, en concordancia con la temática del álbum. Además, las canciones «You'll See», «Oh Father», «One More Chance» y «Love Don't Live Here Anymore» se publicaron como sencillos comerciales del disco.
En términos generales, obtuvo reseñas favorables de los críticos musicales, quienes resaltaron las canciones de la colección y la voz más trabajada y perfeccionada de la artista. Por otro lado, aunque varios autores elogiaron la nueva imagen de Madonna, otros observaron que se trató de una estrategia publicitaria para compensar el fracaso comercial de sus últimos proyectos y especialmente para obtener comentarios positivos en Evita (1996), película en la que interpretó el papel protagónico. Desde el punto de vista comercial, alcanzó la primera posición en Australia, Austria, Estonia, Finlandia, Italia y Singapur y estuvo entre los cinco primeros lugares en otros países de América y Europa. En los Estados Unidos, ingresó al sexto lugar de la lista Billboard 200 y obtuvo tres discos de platino por la Recording Industry Association of America (RIAA). En total, ha vendido diez millones de copias en todo el mundo. Algunos medios lo calificaron como uno de los mejores álbumes de 1995 e incluso ha sido citado como un ejemplo de la nueva tendencia de las discográficas de publicar colecciones de grandes baladas durante la década de 1990.

## Antecedentes

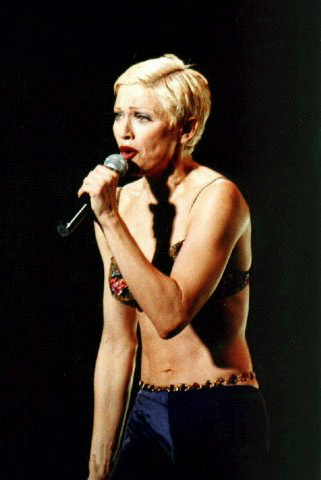
Madonna en 1993, año en el que su carrera pasaba por un momento desfavorable debido a las críticas negativas que había recibido de sus últimos proyectos. Something to Remember significó una oportunidad para reflexionar sobre su carrera y reconectarse con su público

Para mediados de la década de 1990, la vida personal de Madonna había eclipsado sus logros profesionales y la cantante había sido objeto de burlas por parte de la prensa, debido a que sus últimos proyectos —el álbum Erotica, el libro Sex y la película Body of Evidence— realizados entre 1992 y 1993, así como su controvertida aparición en el programa Late Show with David Letterman en 1994, habían recibido comentarios mayoritariamente negativos de la prensa por su contenido explícito. La crítica y el público comenzaron a considerar que la artista «no sabía explorar más allá de lo sexual» y, por ende, su carrera se encontraba en un camino «de descenso» dado que había «traspasado todos los límites». Incluso llegaron a afirmar que «había ido demasiado lejos» y el público «parecía estar harto de ella». Un miembro de su equipo de representantes comentó que «estaba furiosa y un poco desesperada por lo que la gente decía de ella».
La artista lamentó que, en numerosas ocasiones, sus canciones hayan sido pasadas por alto y se prestara más atención a las polémicas y la publicidad negativa de sus proyectos. No obstante, consciente del riesgo que podría implicar para su carrera, también comprendió que había llegado el momento de efectuar un cambio en su carrera artística, de manera que decidió cambiar su imagen nuevamente y adoptó un estilo más simple, similar al que empleó a mediados de la década de 1980. En octubre de 1994, salió a la venta su sexto álbum de estudio Bedtime Stories, que fue visto como un paso para suavizar su imagen pública y «reconectarse» con sus admiradores. El material fue muy bien aceptado por la crítica, que elogió su «honestidad personal» y consideró que era «sensual», pero de un modo menos polémico que Erotica. Sumado a ello, el segundo sencillo, «Take a Bow», permaneció siete semanas consecutivas en el primer lugar en los Estados Unidos, lo que le otorgó a Madonna el récord de la artista femenina con más números uno en el país en ese momento.
Tras la «cálida» acogida de Bedtime Stories, Madonna quiso sacar provecho de la atención que la crítica había prestado nuevamente a su música y continuó su empeño por reconectarse con su público. Fue así cómo se concibió Something to Remember, un recopilatorio de sus baladas favoritas grabadas desde 1984 hasta 1995, que incluyó sencillos que no habían formado parte de ningún otro álbum anterior de la cantante, «rarezas», grandes éxitos y otros temas diversos que mostraban su «lado más dulce». De acuerdo con el biógrafo Mark Bego, el álbum significó una oportunidad para la cantante para reflexionar sobre su carrera y revisar algunas de las canciones que «definieron su leyenda». El propósito de la artista era que el público recordara que había «algo más en ella que la controversia que la había rodeado casi desde el principio de su carrera». En las notas del álbum, profundizó:

Durante esta última década, ha habido tanta polémica en torno a mi carrera que se prestó muy poca atención a mi música. Las canciones están casi olvidadas. Si bien no me arrepiento de las decisiones que he tomado en el ámbito artístico, he aprendido a valorar la idea de hacer las cosas de un modo más sencillo. Así pues, sin grandes fanfarrias, sin distracciones, les presento esta colección de baladas. Algunas son antiguas, otras son nuevas. Pero todas ellas han salido de mi corazón.

## Desarrollo
La canción más antigua de Madonna que figuró en el recopilatorio es la versión de «Love Don't Live Here Anymore» —original de la banda Rose Royce— que apareció primero en Like a Virgin. Se incluyeron además «algunas de las baladas más importantes» de la artista, según el biógrafo J. Randy Taraborrelli, entre ellas los sencillos número uno «Crazy for You» —de la película Vision Quest (1985)— y «Live to Tell» —de At Close Range (1986)—, que ya habían sido incluidas anteriormente en The Immaculate Collection. También destacaron, por orden cronológico, «Oh Father» —de Like a Prayer (1989)—, «Something to Remember» —de la banda sonora I'm Breathless de Dick Tracy (1990)—, «This Used to Be My Playground» —compuesta para la película A League of Their Own (1992)—, «Rain» —de Erotica (1992)—, «I'll Remember» —tema principal del filme With Honors (1994)—, «Take a Bow» y «Forbidden Love», estas dos últimas de Bedtime Stories (1994), su último álbum publicado hasta ese momento. Cabe señalar que fue la primera vez que «This Used to Be My Playground» y «I'll Remember» aparecían en un álbum de Madonna.
Madonna quería que el álbum fuera algo más que una mera colección de baladas, dado que deseaba dejar constancia de la transformación artística que estaba experimentando. Aunque había iniciado su carrera grabando principalmente temas de otros compositores, con el paso de los años empezó a escribir letras y componer música propias; sintió que, gracias a ello, sus canciones eran mejores y más importantes. Para la artista, producir Something to Remember significó una experiencia «emotiva» para ella porque pudo observar su evolución como artista desde el principio de su carrera. En una entrevista con el periodista Timothy White para la revista Billboard, Madonna reflexionó sobre las canciones incluidas en el recopilatorio y comentó:

Escuchar este disco me llevó a mi propio viaje. Cada canción es como un mapa de mi vida. En realidad, no escucho mis discos una vez que los he hecho, paso a lo siguiente. Y creo que la mayoría de las veces, cuando salen mis discos, la gente está tan distraída con tanta fanfarria y polémica que nadie presta atención a la música. Pero esto es, en su mayor parte, una retrospectiva, y solo quería publicarla de una manera muy sencilla. Las canciones me dejan sin palabras, y yo las escribí. ¿No es extraño? No puedo decirte lo penoso que me resulta ahora la idea de cantar «Like a Virgin» o «Material Girl». No escribí ninguna de esas canciones y por entonces no profundizaba en ellas. [Pero] también me siento más conectada emocionalmente con la música que compongo ahora, así que es más placentero hacerlo.

## Grabación

### Sesiones con David Foster

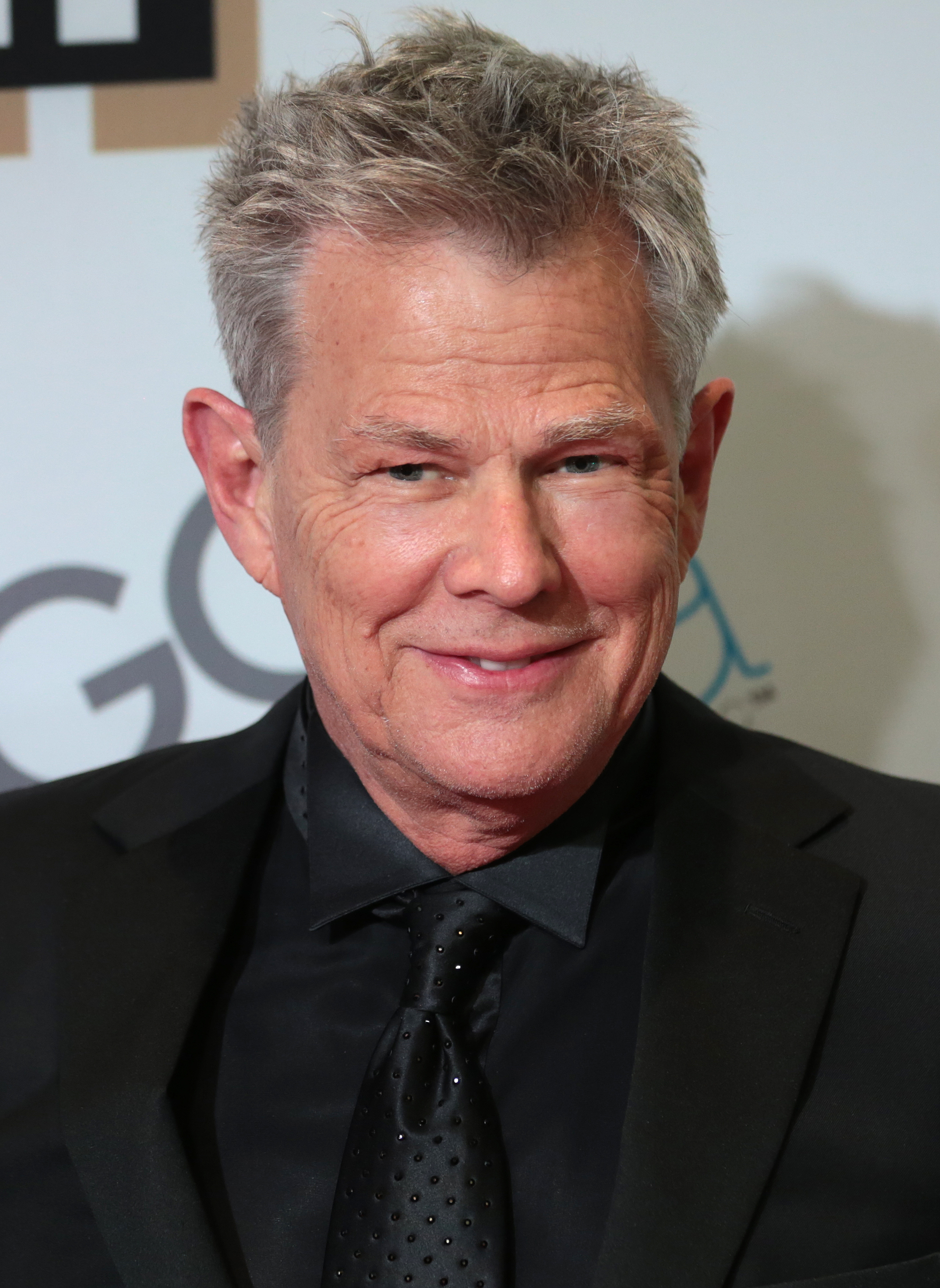
Para el material nuevo, Madonna trabajó con el compositor y productor canadiense David Foster (imagen) en las canciones «You'll See» y «One More Chance»

Para el material nuevo de Something to Remember, Madonna colaboró con el compositor y productor canadiense David Foster, que había trabajado anteriormente con otros artistas como Barbra Streisand, Al Jarreau, LeAnn Rimes, Babyface, Michael Jackson y Earth, Wind & Fire, entre otros. Foster se mostró sorprendido cuando Madonna lo contactó por primera vez para colaborar con él, ya que consideraba que su música no estaba lo suficientemente «a la moda» para ella. Recibió una llamada de Liz Rosenberg —publicista de la cantante— y unos días después se reunieron en el estudio del productor ubicado en Malibú para una primera sesión. Ambos crearon «You'll See» y «One More Chance» durante las sesiones de composición y grabación «relámpago» del álbum, realizadas en el tercer fin de semana de septiembre de 1995 en los estudios Chartmaker (Los Ángeles) y Brooklyn (Nueva York). Dicha fecha coincidió con los seis meses de clases de canto que Madonna tomó con la profesora Joan Leder para poder prepararse para el papel de Eva Perón en la película musical Evita (1996) de Alan Parker. Durante el entrenamiento vocal, desarrolló un registro más agudo que no sabía que poseía y utilizó las técnicas que había aprendido cuando compuso los dos temas con Foster.
Madonna y Foster también grabaron una tercera canción «romántica» titulada «I Can't Forget» con la intención de incluirse en el recopilatorio, pero a último momento quedó fuera de la lista de temas. Poco tiempo después, ambos volvieron a trabajar juntos para grabar una versión en español de «You'll See»; titulada «Verás», la adaptación corrió a cargo del cantautor argentino Paz Martínez y la grabación se llevó a cabo en el estudio Crescent Moon de Gloria y Emilio Estefan ubicado en la ciudad de Miami. Si bien Foster señaló que tanto «One More Chance» como «You'll See» no fueron «particularmente impresionantes», destacó que esta última había resultado «realmente interesante» por la música que él había compuesto y la «gran letra» que escribió Madonna. Asimismo, afirmó que disfrutó de la experiencia de trabajar con ella, «la puntualidad, el profesionalismo y lo seductora que es».

### Colaboración con Massive Attack
Además de «You'll See» y «One More Chance», Madonna grabó una versión «sensual» de «I Want You» —original del cantante estadounidense Marvin Gaye de 1976— en colaboración con la banda británica de trip hop Massive Attack. Antes de que se incluyera en Something to Remember, había formado parte de Inner City Blues: The Music of Marvin Gaye, un álbum tributo de Motown dedicado al cantante que contó con la participación de múltiples artistas de diferentes géneros musicales. La discográfica había solicitado a los integrantes de Massive Attack que versionaran un tema del catálogo de Gaye y que, además, fuese una colaboración con Chaka Khan. Sin embargo, la cantante nunca se presentó a las sesiones, por lo que su participación quedó descartada. Si bien se había planteado la posibilidad de que Aaron Neville fuera el vocalista, finalmente fue el productor Nellee Hooper, quien había trabajado con Madonna en Bedtime Stories, quien propuso que ella interpretara la canción.
La artista aceptó la propuesta, ya que era gran admiradora del tema, de modo que primero le enviaron la música y luego Hooper pudo oficializar una reunión entre ella y los integrantes para la grabación. Robert «3D» Del Naja, uno de los vocalistas de la banda, y Hooper se reunieron con la cantante en Nueva York por un período de dos días; ella grabó la voz en The Hit Factory y posteriormente los dos primeros se trasladaron a los estudios Wild Bunch en Bristol para continuar con la mezcla. Del Naja reiteró que no hubo efectos especiales ni «trucos» en la voz de la artista y resaltó que había estado «fantástica» y «muy profesional», además de haber elogiado su interpretación «con pasión». Impresionada por el resultado final, Madonna decidió incluir «I Want You» como la primera pista de Something to Remember.

## Composición
Descrito como una especie de «sucesor» de The Immaculate Collection (1990), su primer álbum de grandes éxitos, Something to Remember es un recopilatorio de baladas pop grabadas desde Like a Virgin (1984) hasta Bedtime Stories (1994). Además de las canciones de amor de sus álbumes anteriores, combina otras «baladas sensuales» más recientes, lo que refleja una «cierta madurez en su música» que acompaña a «su propia maduración como artista de mediana edad», según el autor Anthony Julian Tamburri. Según Rikky Rooksby, en su libro The Complete Guide to the Music of Madonna (2004), la selección de las canciones crea una «unidad de ánimo» y la música da una sensación «melancólica, atmosférica y emocionalmente introvertida en todo momento», de manera que el oyente puede escuchar el disco «a altas horas de la noche o un domingo por la mañana y no arruinará las vibraciones melodiosas». Con ello, la cantante hace un llamado de atención sobre su música, especialmente su material menos orientado a la música dance. De acuerdo con el autor, aquí se hace más hincapié en «Madonna como cantante que como artista controversial», por lo que el álbum carece de los temas abiertamente sexuales presentes en sus dos álbumes de estudio anteriores, Erotica y Bedtime Stories. De manera similar, Leonardo Campos de Plano Crítico señaló que era una propuesta que se alejaba de la sexualidad «expresiva» y la rebeldía para «coquetear» con temas más suaves como el amor y el «melodrama musical» y culminaba con el «confinamiento del sexo por un tiempo».
A diferencia del «clásico» soul de Gaye, «I Want You» pertenece al género trip hop, y la letra trata sobre el deseo, en el que un amante ya no desea a la protagonista, quien «está decidida a hacerle cambiar de opinión». La canción inicia con una introducción larga en la que se destaca una batería de hip hop que enfatiza el sonido del bajo y una figura de cuerdas en semitono; Madonna interpreta el tema de manera lenta y lánguida y su canto se respalda por algunos pasajes hablados en voz baja, que vuelven a aparecer en el puente. Se aprecia además el sonido de un pitido similar al mismo efecto que emplea un teléfono cuando suena. También se grabó una versión orquestal que figuró como el último tema del recopilatorio; en este caso, se redujo únicamente a la voz de la cantante y el sonido de las cuerdas, sumado a que se aprecian algunos toques de arpa e instrumentos de metal que no son tan evidentes en la otra versión.
«You'll See» es una balada pop con «tintes latinos» que combina varios instrumentos como el piano, la guitarra, cuerdas sintetizadas, el violonchelo y la batería, lo cual crea un ambiente «melodramático» que se relaciona con el contenido general del álbum. La versión en español también utiliza los mismos instrumentos de percusión para la composición del arreglo y la única adaptación realizada es el cambio de idioma que contrasta con la pista en inglés. La letra, que aborda los temas del empoderamiento y la independencia tras el fin de una relación amorosa, cuenta una historia de «perseverancia desafiante», en la que una mujer se despide de una relación «frágil y dañina» y toma control de su propia vida. Por su parte, «One More Chance» es otra balada pop romántica en la que predomina la guitarra acústica, cuya letra trata sobre intentar recuperar a un amante perdido y la necesidad de dar una segunda oportunidad. «Love Don't Live Here Anymore» fue remezclada por David Reitzas, quien incorporó más cuerdas como instrumento, pero mantuvo las voces intactas de la versión de 1984 de Like a Virgin.

## Título y portada

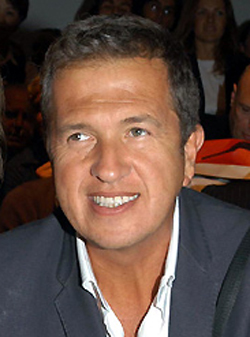
La portada del álbum fue tomada por el fotógrafo peruano Mario Testino (imagen)

Inicialmente nombrado I Want You, el título del álbum proviene de la canción homónima, «Something to Remember», incluida originalmente en la banda sonora I'm Breathless (1990). Según J. Randy Taraborrelli, el hecho de que Madonna decidiera elegir dicha canción, compuesta en conjunto con Patrick Leonard, como el nombre del disco «indica probablemente sus sentimientos hacia el tema y, tal vez, su confianza en que recibiera la atención de la que no había sido objeto anteriormente». Para Erneso Assante, del diario italiano La Repubblica, el título era «realmente apropiado» para el proyecto, dado que se trataba de algo «radicalmente diferente de lo que Madonna constantemente produce, es decir, música pop para el consumo, para bailar durante un tiempo y luego olvidar rápidamente».
La portada procede de una sesión que Madonna realizó para la campaña Couture de la marca Versace en 1995 con el fotógrafo peruano Mario Testino. En un principio, el trabajo iba a quedar a cargo de Richard Avedon, pero luego la propia cantante lo contactó para que se encargara de fotografiarla en la nueva campaña de la firma tras haber visto su trabajo en una revista. Testino, que nunca antes había aceptado una propuesta con tanta «proyección internacional», quería utilizar luz natural, algo complicado para aquella época, por lo que debió trasladar la sesión —que se realizaba en Milán— a un edificio abandonado con grandes ventanales. A Donatella Versace le «mortificaba» llevar a la artista a un lugar así, de manera que decidió decorarlo con muebles, cortinas, flores y velas. La campaña resultó un éxito y Gianni Versace permitió que el fotógrafo firmarse la sesión con su apellido; al respecto, declaró: «Fue divertido. Cuando le presenté las fotos a Gianni me dijo: "sabía que entenderías de moda". La campaña apareció con mi apellido, solo a los reyes de la fotografía se les llama por su apellido. Sería el inicio de una relación [con Madonna] que duró largo tiempo y creó un nuevo mundo para mí».
Las imágenes aparecieron posteriormente en varias revistas de moda y una de ellas fue elegida como la portada del recopilatorio, que muestra a Madonna apoyada contra una pared mientras adopta una pose de «meditación» o «absorción» y luce un vestido de cóctel ceñido de color blanco y el cabello liso y sencillo. Diseñado como el álbum que atraería a un público amplio, el embalaje presentaba rosas rojas en su interior y una flor amarilla dorada en la contraportada, tomadas por el estadounidense Dean Chamberlain, que Tirzah Agassi de The Jerusalem Post consideró que representaban su «núcleo reproductivo». En otra de las fotografías incluida en el folleto, aparece tendida sobre una cama y se aprecia su escote que sale de su «sensual» vestido plateado adornado con joyas; su cabello suelto oculta uno de sus ojos y luce una mirada «insinuante», que J. Randy Taraborrelli describió como «tímida, juguetona y solo un poco sexi». La dirección artística y el diseño del álbum estuvieron a cargo de Greg Ross.
Taraborrelli describió a Madonna como «deliciosa, muy cosmopolita», mientras que el biógrafo Daryl Easlea la caracterizó como «sobria y sensata, con los ojos cerrados, pensativa, una artista seria con baladas a la altura». Un editor de The Daily Vault la calificó como la mejor carátula de su carrera y la comparó con las portadas de la revista Vogue. Por su parte, Olivia Mandel del periódico Daily Bruin, que le pareció una fotografía «sutil y elegante», sintió que era indicativa de una «nueva fase» en su carrera. Para Caroline Sullivan de The Guardian, el hecho de que Madonna se quitara el piercing de la nariz para la cubierta era un indicio de que quería que el álbum fuese «valorado por sus propios méritos». En su libro Style Eruptions (2012), Henrik Vejlgaard observó que la artista era una «especie de camaleón» al presentarse de forma diferente en cada carátula nueva; en el caso de Something to Remember, comentó que tenía un estilo de «modelo sensual y elegante». Testino declaró que Madonna «tiene esa cualidad, esa inteligencia que busca sin descanso, siempre en movimiento, sin que nada quede excluido». En noviembre de 2013, la edición neerlandesa de la revista Elle la calificó como una de las portadas con «más estilo» de todos los tiempos.

## Publicación y reediciones

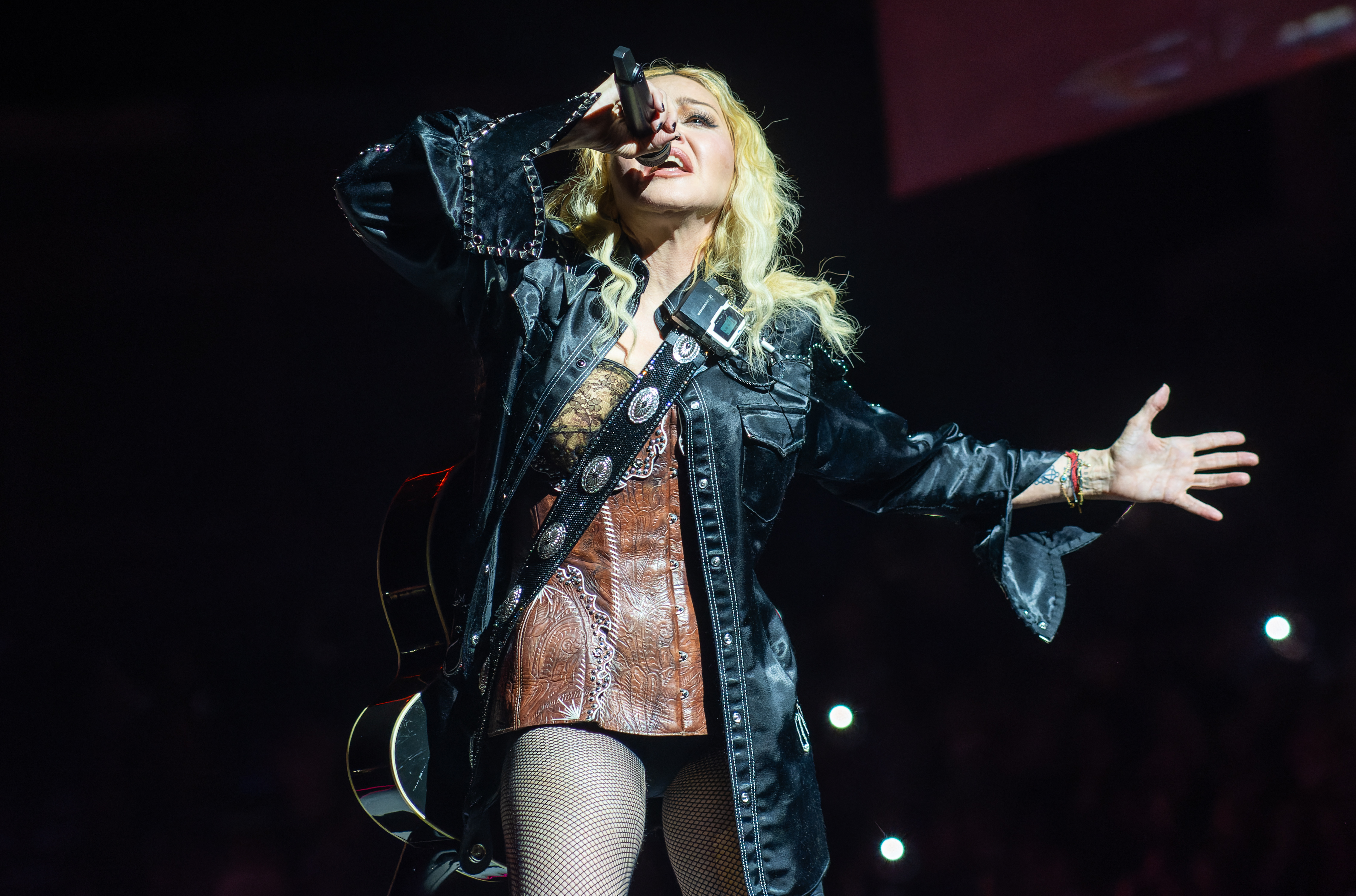
La edición japonesa de Something to Remember incluyó «La isla bonita» (1987) como pista adicional. En la imagen, Madonna interpretando la canción en la gira Celebration (2023-2024)

Something to Remember conforma el undécimo álbum en la carrera discográfica de Madonna. Considerado uno de los primeros recopilatorios de baladas, originalmente se tenía planeado que la fecha de lanzamiento coincidiera con la temporada navideña, según un reporte de la revista Music & Media. Editado en CD y casete por las compañías Maverick, Sire y Warner Bros. Records, el álbum finalmente se publicó por primera vez el 30 de octubre de 1995 en Australia, Europa y Nueva Zelanda, a excepción del Reino Unido, donde estuvo disponible a partir del 6 de noviembre. Por su parte, en los Estados Unidos salió a la venta al día siguiente, en tanto que en Japón el material fue titulado Best of Madonna: Ballad Collection y lanzado por WEA Japan el 10 de ese mes.
En el mercado latinoamericano, la colección incluyó como pista adicional la versión en español de «You'll See», «Verás», mientras que en la edición japonesa se añadió como canción extra «La isla bonita», del álbum True Blue (1986). La decisión de incorporarla en Japón fue porque había sido publicada tres meses antes como doble lado A de «Human Nature», el último sencillo de Bedtime Stories, y había obtenido una recepción comercial favorable, dado que alcanzó el puesto 51 en la lista oficial y vendió un total de 56 260 copias en CD ese año. Something to Remember fue el último lanzamiento de Madonna con Sire, su casa discográfica durante trece años, un periodo que, según Easlea, «la había visto crear algunos de los éxitos más conocidos de la época y crecer hasta convertirse en una superestrella, como nunca se había visto antes».
El álbum ha sido reeditado en numerosas ocasiones en CD y LP. Entre 1998 y 2008, volvió a publicarse en Japón y en otros territorios a través de WEA International y Phantom Import Distribution; las reediciones de 2004 y 2008 incluyeron a «Verás» como pista adicional. A principios de julio de 2001, WEA International sacó a la venta una caja recopilatoria que contenía todas las canciones de The Immaculate Collection en un primer CD y todas las de Something to Remember en el segundo. En 2010, Warner Bros. publicó el recopilatorio de manera digital y tres años después salió al mercado por primera vez en vinilo a través de Rhino. En septiembre de 2016, esta última discográfica volvió a publicarlo en LP junto con otros álbumes de Madonna que habían sido relanzados en ese mismo formato a lo largo del año en EE. UU.

## Promoción

### Apariciones, entrevistas y otros medios
Dado que el álbum salió a la venta al mismo tiempo que Madonna se preparaba para trabajar en la película Evita, la promoción de Something to Remember fue un tanto limitada. Sus apariciones promocionales mostraban una imagen más comedida que, según Alwyn W. Turner en The Rough Guide to Rock (2003), daban la sensación «como si estuviera decidida a dejar que la música fuera la protagonista por un tiempo». Previo a su publicación, la cantante concedió una entrevista al periodista Timothy White de Billboard, que se publicó en la edición del 30 de septiembre de 1995. Maverick y Warner Bros. lanzaron oficialmente la página oficial de Madonna con el objetivo de promocionar el material. Fue uno de los primeros sitios en utilizar RealAudio 2.0, una tecnología mejorada que permitía a los navegadores escuchar la música automáticamente en lugar de descargarla, que tomaba más tiempo. En el Reino Unido, se emitieron comerciales a escala nacional en los canales Channel 4 e ITV y hubo exhibiciones en las tiendas con múltiples carteles y anuncios en la prensa musical.
La cadena MTV transmitió un especial televisivo también titulado Something to Remember, que incluyó algunos de los principales vídeos musicales de Madonna, desde sus inicios con «Crazy for You» hasta «Rain», así como entrevistas antiguas y más recientes que «ayudaron a dar una visión general de sus quince años de carrera». El especial permitió que los seguidores de la artista compararan los diferentes momentos de su vida profesional y personal. La intérprete cubrió las portadas de las revistas Max, NME y Spin, donde discutió, entre varios temas, sobre el significado de las letras de «You'll See» y «One More Chance». De hecho, uno de los lugares donde se realizó la entrevista para Spin fue en un estudio de grabación de Londres durante las sesiones de la banda sonora de Evita.
El 2 de noviembre, mientras aún se encontraba en Londres grabando Evita, Madonna interpretó «You'll See» en el programa de televisión Top of the Pops de la BBC; fue la primera aparición de la cantante desde el 13 de diciembre de 1984, cuando acudió para presentar el sencillo «Like a Virgin». A finales de ese mes, formó parte del programa VH1 to One, conducido por la presentadora Jane Pratt, en lo que la cadena consideró la «única aparición importante de Madonna en televisión» ese año. Por último, en diciembre se emitió una entrevista que la artista concedió al reportero Forrest Sawyer para el programa PrimeTime Live de la ABC.

### Sencillos

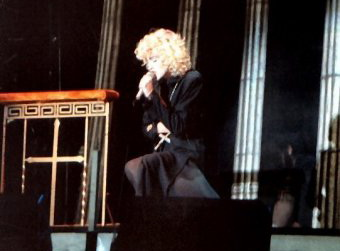
Madonna interpretando «Oh Father» en la gira Blond Ambition World Tour (1990). La canción ya había salido a la venta como sencillo del álbum Like a Prayer en 1989, pero solo en América del Norte. Cuando se incluyó en Something to Remember, Maverick y Warner Bros. decidieron publicarla como el segundo sencillo del recopilatorio en algunos países europeos

En un principio, se tenía pensado que «I Want You» fuera publicado como el sencillo principal de Something to Remember; de hecho, los planes de Maverick y Warner Bros. incluían un lanzamiento «a gran escala», e incluso se habían fabricado vinilos de 12" promocionales que contenían remezclas producidas por el DJ Junior Vasquez. Sin embargo, el lanzamiento comercial debió cancelarse a último momento debido a disputas contractuales entre Maverick y Motown, que tenía los derechos de la canción. A pesar de la cancelación, se llegó a filmar un videoclip dirigido por Earle Sebastian, quien también produjo el álbum tributo de Gaye, y estrenado en VH1 el 2 de octubre de 1995. Rodado completamente en blanco y negro, está inspirado y rinde homenaje al relato corto A Telephone Call de la poetisa y dramaturga estadounidense Dorothy Parker. La trama se desarrolla en una habitación de hotel de los años 1960 y el personaje de Madonna espera impacientemente una llamada telefónica; en junio de 2003, figuró en el 55.º puesto de los cien mejores videos de todos los tiempos de la revista Slant Magazine.
«You'll See» pasó a ser el primer sencillo del recopilatorio, cuyo estreno ocurrió el 18 de octubre de 1995 en el foro de radios del sitio web oficial de Warner Bros. Records; un mes después, concretamente el 21 de noviembre, salió a la venta de manera comercial. Estuvo entre los diez más vendidos en Australia, Austria, Canadá, Finlandia, el Reino Unido, Suecia y Suiza, entre otros países, y llegó hasta la sexta posición en el conteo Billboard Hot 100; en este último, representó el 29.º top diez de Madonna —la tercera artista con más entradas a los diez primeros en la era del rock, detrás de Elvis Presley y The Beatles— y, con ello, logró ubicar al menos un sencillo en cada lugar del uno al diez, hazaña solo compartida con Aretha Franklin y Marvin Gaye. Por su parte, «Verás», que se editó en un CD promocional exclusivamente para el mercado latinoamericano, ocupó la primera posición en Chile y Panamá, así como la segunda en El Salvador, la tercera en Bolivia y México y la sexta en Venezuela. Dirigido por el estadounidense Michael Haussman, el videoclip fue el primero de la cantante que se presentó como una secuela o continuación de otro previo; en este caso, retomó la trama de «Take a Bow» sobre la historia de amor con el torero español Emilio Muñoz.

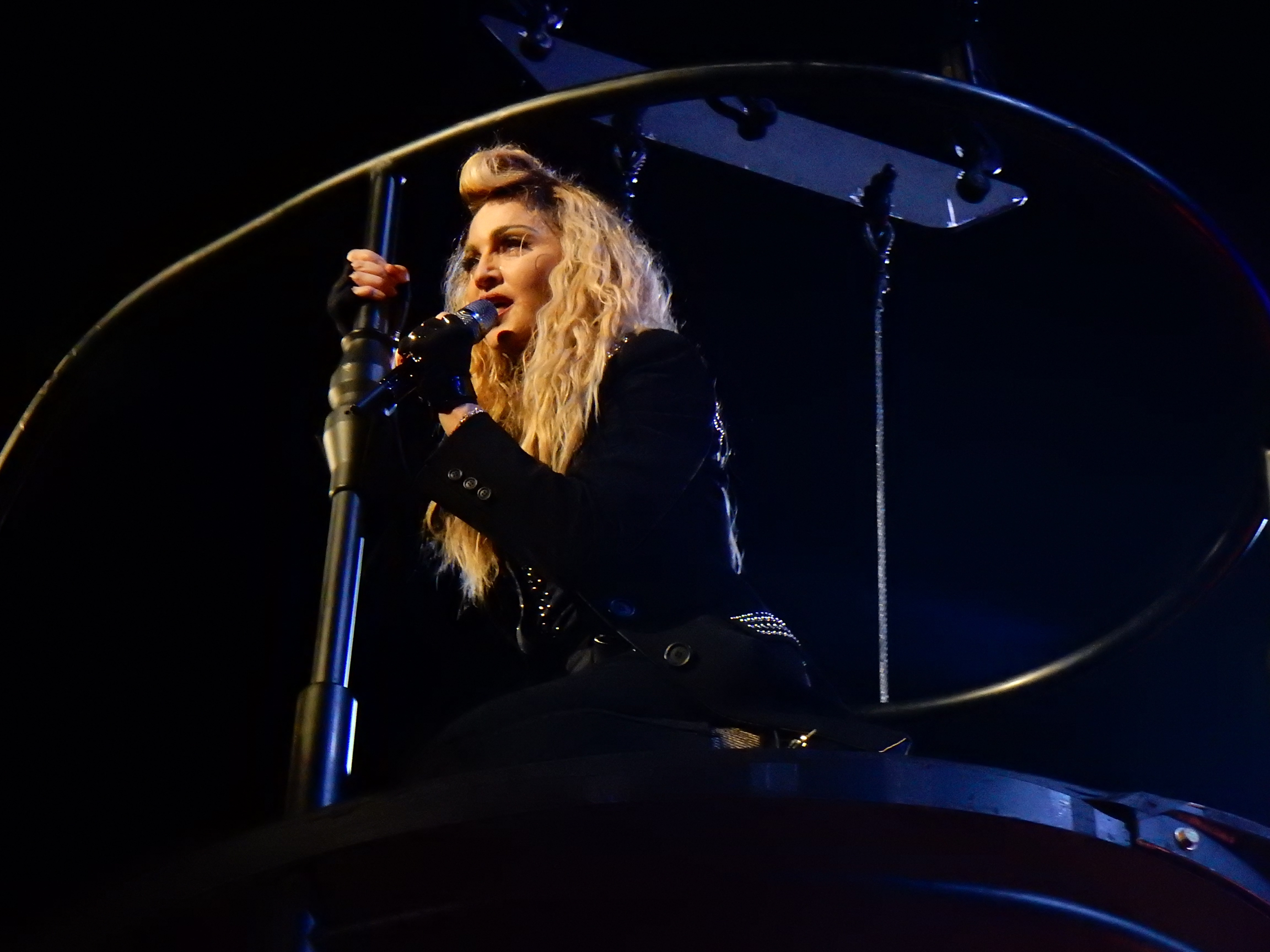
Madonna durante la interpretación de «Love Don't Live Here Anymore», el último sencillo de Something to Remember, en la gira Rebel Heart Tour (2015-2016)

Originalmente, «Oh Father» ya había salido a la venta como sencillo del álbum Like a Prayer en 1989, pero únicamente en América del Norte; por esta razón, cuando la canción formó parte de Something to Remember, Maverick y Warner Bros. decidieron publicarla como el segundo sencillo del recopilatorio solo en el Reino Unido y en algunos otros países europeos el 27 de diciembre de 1995. Una vez que salió al mercado, alcanzó el sexto lugar tanto en Finlandia como en Italia, así como el decimosexto en el Reino Unido y el vigesimoquinto en Irlanda.
Maverick lanzó «One More Chance» el 10 de marzo de 1996 en Australia, Europa y Japón, a excepción del Reino Unido, donde se publicó al día siguiente como el tercer sencillo del disco. No estuvo disponible en los Estados Unidos y tampoco se rodó un videoclip para promocionarlo. La recepción comercial fue algo menor, pues solo estuvo entre los diez primeros lugares en Italia, donde llegó al segundo puesto, mientras que en otros mercados alcanzó las posiciones 11 en el Reino Unido, 12 en Finlandia, 35 en Australia y 39 en Suecia.
El 19 de marzo de 1996, «Love Don't Live Here Anymore» fue promocionada a las radios Contemporary hit y Rhythmic contemporary de los Estados Unidos como el siguiente lanzamiento de Something to Remember; sirvió como el segundo y último sencillo del recopilatorio en aquel país, después de «You'll See», aunque el cuarto de manera general, tras «Oh Father» y «One More Chance», que no habían estado disponibles allí. El mismo 19 de marzo, salió a la venta en formato físico en EE. UU., así como en Australia y algunos territorios europeos; el lanzamiento estuvo acompañado de múltiples remezclas a cargo del dúo danés Soulshock and Karlin y los DJ Markus Schulz y Mark Picchiotti. Se convirtió en el sencillo menos exitoso de Madonna hasta ese momento en su país natal, luego de que solo alcanzara la posición 78 en el Billboard Hot 100; en otros mercados musicales, ocupó los puestos 24 en Canadá, 27 en Australia y 48 en Francia. Bajo la dirección del fotógrafo Jean-Baptiste Mondino, el videoclip se rodó en la Confitería del Molino —ubicada en Buenos Aires (Argentina)— en marzo de 1996, durante uno de los días de descanso de la filmación de la película Evita, protagonizada por la artista. Grabado en una sola toma y en tono sepia, muestra cómo la cámara se acerca lentamente a Madonna, mientras ella gira tristemente alrededor de un gran pilar en medio de una suite vacía de un hotel de lujo abandonado.

## Recepción comercial
Desde el punto de vista comercial, Something to Remember tuvo una recepción favorable en el mundo. Tan solo un par de meses después de su lanzamiento, Billboard informó que el álbum había comercializado 4.2 millones de copias fuera de los Estados Unidos. En todo el mundo, ha vendido diez millones de ejemplares en total.

### América
En los Estados Unidos, Something to Remember ingresó en el sexto puesto de la lista Billboard 200 en la edición del 25 de noviembre de 1995, con un total de 113 000 copias vendidas en sus primeros siete días de lanzamiento. Representó el segundo mayor debut de la semana, después del disco homónimo de la banda Alice in Chains, así como el décimo top diez de Madonna. Solo estuvo entre los diez primeros esa semana, mientras que en total permaneció 34, hasta el 13 de julio de 1996, cuando hizo su última aparición en el puesto 194; en la lista anual, finalizó como el 36.º álbum más popular del año. En el conteo Top 100 Pop Albums de Cash Box, debutó en la cuarta posición en la misma fecha del 25 de noviembre, por detrás de Alice in Chains, Daydream de Mariah Carey y Jagged Little Pill de Alanis Morissette, y alcanzó el séptimo lugar en el ranquin Sales Chart de la revista The Network Forty. En noviembre de 1996, cuando Something to Remember obtuvo dos discos de platino de la Recording Industry Association of America (RIAA), marcó el noveno álbum multiplatino de Madonna en ese momento, la segunda artista femenina con la mayor cantidad después de Barbra Streisand. Cuatro años después, en octubre de 2000, recibió un tercer disco de platino por el envío de tres millones unidades en el país; según Nielsen SoundScan, el álbum había vendido 2 102 000 copias para diciembre de 2016. A esta cifra se le suman los 179 000 ejemplares adicionales que comercializó hasta febrero de 2003 en clubes de música de venta por correo como BMG Music Club.
En Canadá, el álbum ingresó a la segunda posición de la lista Top 100 Albums de RPM el 20 de noviembre de 1995 por detrás de Jagged Little Pill de Morissette, que pasaba su tercera semana consecutiva en lo más alto. Con un total de veintiocho semanas presente hasta el 3 de junio del siguiente año, finalizó en los números 91 y 28 de los más vendidos de 1995 y 1996, respectivamente. También alcanzó el cuarto puesto en el conteo elaborado por la revista The Record, también de Canadá, y la entonces Canadian Recording Industry Association (CRIA) lo certificó con dos discos de platino por la venta de 200 000 copias.
El deseo de oír tu voz de Cristian Castro evitó que Something to Remember alcanzara la primera posición en la lista nacional de Argentina, donde además recibió dos discos de platino por parte de la Cámara Argentina de Productores de Fonogramas y Videogramas (CAPIF) tras la venta de 120 000 copias. En Brasil, ocupó el cuarto lugar en la edición del 12 de diciembre de 1995 y el organismo certificador de este país le entregó dos discos de oro; para 1997, el álbum ya había superado los 350 000 ejemplares. Por su parte, en Chile se ubicó en la tercera casilla del conteo elaborado por APF, por debajo de Café con aroma de mujer de Margarita Rosa de Francisco y La carretera de Julio Iglesias.

### Europa
En Europa, Something to Remember cosechó buenos resultados comerciales. Alcanzó el primer lugar en Austria, Estonia, Finlandia e Italia. En este último país, estuvo varias ediciones en la segunda posición hasta que finalmente llegó a la cima en su sexta semana, lo que el sitio Adnkronos consideró una «hazaña bastante inesperada». Un par de meses después de su publicación, específicamente para los primeros días de enero de 1996, ya había vendido 420 000 copias en el país, y según la Federación de la Industria Musical Italiana (FIMI), fue uno de los discos más vendidos de ese año con más de medio millón de unidades, lo que contribuyó a que Warner Music Italy encabezara la tabla de cuota de mercado de la temporada, con un 21.69 %; para enero de 1997, la cifra había superado los 560 000 ejemplares. Mientras tanto, en Finlandia pasó a ser el sexto número uno de Madonna, después de True Blue, Like a Prayer, I'm Breathless, The Immaculate Collection y Erotica, y permaneció veintiún semanas en total, diez de ellas en lo más alto. Además, obtuvo dos discos de platino por parte de la Musiikkituottajat y vendió 93 043 ejemplares en total; para 2013, se convirtió en el segundo álbum por una solista internacional más vendido en la historia del país, solo por detrás de Let's Talk About Love (1997) de Céline Dion, así como en el duodécimo álbum extranjero con mayores ventas en general. Ocupó el segundo puesto en Dinamarca, Hungría y Alemania, donde recibió un disco de platino por la venta de medio millón de unidades, el tercero en Portugal, Suecia y Suiza y el cuarto en la región Valona de Bélgica.
En el Reino Unido, ingresó al tercer lugar del UK Albums Chart el 18 de noviembre, tan solo por debajo de Made in Heaven de Queen y (What's the Story) Morning Glory? de Oasis, respectivamente; según datos de la revista Hit Music!, el CD y el casete representaron el 78 % y el 22 %, respectivamente, de las ventas totales durante los primeros siete días de lanzamiento. Con ello, marcó el décimo top diez de Madonna y estuvo presente un total de 36 semanas, doce de ellas entre los diez primeros puestos; finalizó como el undécimo álbum más vendido de 1995 y el 64.º de 1996. Para finales de marzo de 1996, ya había vendido 830 000 ejemplares, y en abril de 1997 la Industria Fonográfica Británica (BPI, por sus siglas en inglés) le entregó tres discos de platino; hasta junio de 2019, la cifra había aumentado a 880 000 unidades, por lo que fue el octavo álbum más vendido de la artista en el país. En los demás mercados europeos, llegó a la sexta casilla en Escocia, España, Francia, Noruega y República Checa, a la séptima en Irlanda, a la novena en la región Flamenca de Bélgica y a la decimonovena en los Países Bajos.
Something to Remember también obtuvo un disco de oro en Bélgica, España y Polonia, dos de oro en Francia y uno de platino en Austria, los Países Bajos, Suecia y Suiza. En el European Top 100 Albums de Music & Media, el recopilatorio debutó en la cuarta posición el 25 de noviembre; se mantuvo entre los diez primeros en las siguientes ediciones de la revista y el 3 de febrero de 1996, en su undécima semana, alcanzó el tercer lugar —solo por detrás de Made in Heaven de Queen y The Memory of Trees de la cantante irlandesa Enya— con un incremento de puntos del 17.7 %, razón por la cual recibió el premio Sales Breaker. Estuvo presente veintiocho semanas en total, hasta el 1 de junio en la posición 87, y fue el decimocuarto álbum más exitoso del año en el continente. En julio de 1997, la Federación Internacional de la Industria Fonográfica (IFPI, por sus siglas en inglés) lo certificó con tres discos de platino tras haber vendido tres millones de copias en Europa.

### Otros mercados
En Australia, Something to Remember hizo su debut en el segundo puesto el 19 de noviembre y, en la edición siguiente, subió a lo más alto del conteo oficial, lo que marcó el segundo recopilatorio de Madonna en llegar a la primera posición, después de The Immaculate Collection, así como su sexto número uno. Permaneció diecinueve semanas en total, diez de ellas entre las diez primeras posiciones, y finalizó como el decimonoveno álbum más vendido de 1995 y el vigesimoctavo de 1996. En septiembre de 1999, la Australian Recording Industry Association (ARIA) lo certificó con cuatro discos de platino por la distribución de 280 000 copias. Ingresó en la 39.º casilla de la lista de Nueva Zelanda el 3 de diciembre, pero no fue hasta dos meses después, en la edición del 4 de febrero de 1996, que alcanzó su posición más alta en el número ocho. Permaneció trece semanas en total y obtuvo un disco de platino por parte de la Recorded Music NZ (RMNZ) tras distribuir 15 000 unidades.
En la edición del 10 de noviembre, Something to Remember reemplazó a Design of a Decade: 1986-1996 de Janet Jackson del primer lugar de la lista de Singapur, elaborada por la Singapore Phonogram Videogram Association (SPAV), y se mantuvo allí hasta la semana del 12 de enero del siguiente año inclusive. En Japón, alcanzó la novena posición en el ranquin de Oricon y estuvo presente un total de diecinueve semanas. Vendió 101 470 copias solo en 1995 —el 213.º álbum más vendido en dicho periodo— y otras 251 210 en 1996, por lo que ocupó el 99.º lugar en la lista anual de ese año. En mayo de 1997, la Recording Industry Association of Japan (RIAJ) lo certificó con dos placas de platino tras la distribución de 400 000 ejemplares. Hasta agosto de 2001, se habían distribuido 70 000 unidades en Israel, mientras que en Sudáfrica, si bien alcanzó únicamente el puesto 32, recibió un disco de oro de la Recording Industry of South Africa (RISA) por vender 25 000 álbumes en el país para enero de 2002.

## Recepción crítica
En términos generales, Something to Remember obtuvo reseñas favorables de la crítica musical y el público. Mike Floyd y Brian McCollum, columnistas del Detroit Free Press, afirmaron que el lanzamiento había representado la «jugada más audaz hasta la fecha» de Madonna, «conocida por lanzar sencillos dance muy elaborados que exigen poco de su voz». De la revista Teen Ink, Francis P. le pareció una retrospectiva «fantástica», «irresistible» y «emotiva» cuyas canciones evocan «emociones profundas» y ofrecen al oyente no solo una experiencia auditiva «totalmente distinta», sino también un «agradable contraste» con otros temas dance de su catálogo. Joe Lynch, de Billboard, la llamó una colección «elegante», mientras que Mark Bego señaló que, a pesar de sus recientes «travesuras sexuales», era un álbum «hermoso, adornado con un fuerte sentimiento unificador en el terreno de la balada». Un reportero de la revista colombiana Semana lo consideró «una hermosa selección que no deja duda sobre el talento [de Madonna], una de las figuras más reconocidas del pop en los años 80 y 90». Por su parte, el periódico Manila Standard lo caracterizó como un «abundante ramillete de sus mejores baladas, una docena de temas exuberantes y lánguidos que abarcan toda [su] carrera discográfica». Con una calificación de «A-», Olivia Mandel, del periódico Daily Bruin, la nombró una colección «suave y sensual que acierta la mayoría de las veces» y que, en general, «ofrece una mezcla satisfactoria de lo probado, lo verdadero y lo completamente nuevo». En una revisión a su discografía, Gianni Santoro, de La Repubblica, lo calificó como un «éxito de ventas sorpresa» y «el regalo ideal para las navidades de 1995». El periódico The Straits Times explicó que la colección era «nuevamente un intento de experimentación musical» en la discografía de Madonna, «esta vez con sonidos exuberantes, que deja poco para las listas de éxitos». Jane Stevenson, de Jam!, lo clasificó con tres estrellas de cinco y escribió que la «Chica Material atenúa las luces de la pista de baile discotequera para una retrospectiva de sus baladas».
| Si hay un aspecto en la carrera de Madonna que ha podido mantenerle el paso a sus temas dance ha sido la magia de sus baladas. Su contribución al estado del arte baladista es algo que se merece un disco, muchos discos de hecho, cada una de ellas son como un regalo especial que hacen de cada canción un secreto íntimo compartido, un momento capturado sin tiempo. —Reseña de El Tiempo. |

Ken Tucker, de Entertainment Weekly, le otorgó una «A» y opinó que «al situar sus mayores éxitos de baladas ("Live to Tell", "Crazy for You", "Take a Bow", etc.) en un nuevo contexto —es decir, separados de su música dance más llamativa— Madonna los revigoriza, que es justo lo que un buen álbum recopilatorio se supone debe hacer». No tan distante, John Wirt, de The Advocate, remarcó que había «sencillez y sinceridad» en sus baladas y que la artista «puede crear canciones lentas con la misma eficacia que números dance». Según Neil Strauss, de The New York Times, las baladas «cohesionan mejor de lo que lo haría un paquete de grandes éxitos [porque] cuentan su propia historia, la de una voz y una actitud que se ha endurecido en los doce años que han transcurrido desde la inocencia de "Crazy for You" hasta la atormentada "You'll See"». Alan Jones, de Music Week, declaró que estaba destinado a ser «uno de los mejores álbumes del año» y lo describió como una selección «muy sólida» de sus baladas «memorables», que además «demostró que la Chica Material también es una chica melódica». Angelo Robertino Stella, del periódico The Charlatan, destacó las canciones «You'll See» y «One More Chance» y sintió que la inclusión de «Love Don't Live Here Anymore» era un «auténtico regalo para los verdaderos admiradores», aunque lamentó que «La isla bonita» no se incluyera en todas las ediciones del álbum. Taraborrelli comentó que, «ya sea que Madonna haya lanzado Something to Remember porque quería demostrar algo o simplemente para cumplir con una obligación contractual, esta grabación de catorce pistas sí constituyó una declaración». Además, sintió que el lanzamiento representó «una tarjeta de San Valentín, una carta de amor de Madonna a sus admiradores y a los amantes de la música». Un redactor del periódico colombiano El Tiempo expresó que, con Something to Remember, Madonna había «conseguido unir los momentos musicales que han marcado lo inolvidable de nuestras vidas... los recuerdos de amor de un affair entre una mujer y el mundo entero».
Un punto que la crítica destacó fue la voz de Madonna, como es el caso de Rolling Stone, que señaló que el álbum «hizo hincapié en sus dotes de cantante», o Bill Lamb, de LiveAbout, quien, además de llamarlo «otra extraordinaria colección de grandes éxitos», subrayó que el disco «destacaba» su voz. De manera similar, un periodista del Lawrence Journal-World resaltó que el recopilatorio centra la atención en su voz, que «ha desarrollado una riqueza y una vulnerabilidad expresiva que antes solo insinuaba». Además, afirmó que la cantante «tiene talento para elegir (o, en su caso, escribir) canciones que se adapten a sus dotes. Este CD indica que seguirá desconcertando a los escépticos y deleitando a los fanáticos». Igualmente, Bob Lessick —del periódico The Johns Hopkins News-Letter— subrayó la «potencia vocal», especialmente en el material nuevo, y expresó que «si alguien dudaba de su capacidad vocal [...] este disco puede ayudar a cambiar esa percepción». Stan Hawkins, uno de los autores de Baker's Biographical Dictionary of Popular Musicians Since 1990 (2004), declaró que su interpretación vocal en las canciones daba como resultado «un estilo vocal realmente maduro y profesional, con unos arreglos magníficamente conjuntados». En la misma línea, Stephen Thomas Erlewine, de AllMusic, afirmó que «evidencia que es una magnífica cantante cuya voz ha mejorado con los años» y añadió que «ninguno de los temas es de segunda categoría y las mejores canciones de Something to Remember se encuentran entre las más destacadas de la música pop de los 80 y 90». Edna Gundersen, de USA Today, lo calificó con cuatro estrellas de cuatro y reconoció particularmente la «potencia vocal y emocional» de «You'll See», «la prueba más clara de que la ambiciosa rubia es más cantante que celebridad». Peter Piatkowski, de Yahoo!, elogió la interpretación de «One More Chance» y remarcó cómo su voz había mejorado considerablemente desde el «chirrido nasal» de sus primeros discos en los años 80. Gerald Martínez, del New Straits Times, indicó que, si bien no es precisamente una gran cantante, el disco manifiesta que «ha grabado buenas canciones a lo largo de los años» y consigue «transmitir muchos sentimientos y emociones. Es un disco muy agradable de escuchar». Igualmente, Eugene Bowen, de The Michigan Daily, expresó que no era la mejor intérprete del mundo, pero los ritmos que acompañan su música cubrían «muy bien sus carencias vocales» y, con los años, había mejorado «mucho como cantante». En palabras de Greg Forman, de The Post and Courier: «Hay una diferencia importante entre tener una gran voz y ser una gran cantante. Whitney Houston o Mariah Carey pueden cantar en círculos (y octavas) alrededor de la mujer más famosa del planeta, pero Madonna, por pura fuerza de su personalidad, vende sus baladas con un estilo que pocas cantantes modernas pueden igualar». Para la autora Julia Holt, el disco comprobó que Madonna «podía cantar canciones lentas», en tanto que Rikky Rooksby, quien consideró que la colección de baladas había «marcado una época», reconoció a su vez el «largo camino» que había recorrido la artista desde la «voz chillona y aguda» de sus primeros éxitos hasta baladas como «You'll See». Chuck Campbell, de Star-News, compartió esta última opinión al decir que había mejorado «considerablemente» desde «Crazy for You» y «Love Don't Live Here Anymore», que dejaban al descubierto su «debilidad vocal». En otro comentario favorable, J. D. Considine, de The Baltimore Sun, profundizó:

Con el lanzamiento de Something to Remember, Madonna no solo nos recuerda que su música es más que melodías dance, sino que también demuestra que su voz no es ni mucho menos tan fina y chirriante como imaginan sus detractores. De hecho, una de las coas más asombrosas del álbum es lo sensual y segura que suena. Si tu noción del sonido de Madonna se basa en los chillidos de «Like a Virgin» o en la exuberancia infantil de «Material Girl», prepárate para que tus ideas preconcebidas queden destruidas. La Madonna que se muestra aquí no solo tiene una voz más rica y profunda de lo que imaginabas, sino también más perspicacia interpretativa. [...] Y justo cuando pensabas que nada de lo que hiciera podría sorprenderte...

| Desde luego, no estamos ante algo nuevo, al contrario, es precisamente la dimensión de la colección, de la antología, la que da sentido a la reconstrucción de un aspecto importante de la personalidad musical de la cantante estadounidense. Madonna siempre ha producido baladas, canciones que han marcado toda su historia, canciones que representan, al fin y al cabo, el mejor lado de su música. —Reseña de Erneso Assante de La Repubblica. |

La imagen nueva que Madonna adoptó para el álbum recibió elogios de varios críticos. Medios como El Cívico y El Universal subrayaron el lado «más calmado» y «más romántico» de la artista, y Eduardo Viñuela, uno de los editores del libro Bitch She's Madonna (2018), afirmó que el recopilatorio «apaciguó las voces más críticas y suavizó notablemente su imagen». De manera similar, la biógrafa Michelle Morgan señaló que su nuevo estilo había funcionado «de maravillas» y agregó que, con el rodaje de Evita «a la vuelta de la esquina», Something to Remember «se convirtió en uno de los periodos más valiosos y comentados de su carrera». Para Iñigo Díaz y David Ponce, de EMOL, «el recato de la ex chica material y sexual aumenta hasta lo sedante». Erneso Assante, de La Repubblica, sugirió que las canciones presentaban a la cantante «en un papel diferente al de la estrella glamorosa del pop, la mujer de los escándalos y las sorpresas; Madonna como una cantante "verdadera", que aborda la música y las canciones poniendo en juego todas sus habilidades como intérprete». De acuerdo con Daryl Easlea, se trató, en efecto, de una segunda colección de «lo mejor de», después de The Immaculate Collection, que mostró a una Madonna «más sensual que excesivamente sexual» y recordó a su público que seguía centrada en la música. Asimismo, señaló que el disco subrayó su «grandeza» como artista y sirvió para cerrar «cinco años de tumultos sin precedentes». Steve Morse, de The Boston Globe, lo llamó «otra genialidad en marketing» y «apto para la intimidad».
Otros críticos sintieron que Madonna simplemente se estaba aprovechando de su nueva imagen para compensar el fracaso comercial que supuso Erotica. Para James Robert Parish y Michael R. Pitts, autores de Hollywood Songsters: Garland to O'Connor (2003), todo el deseo de «suavizar» su imagen en este recopilatorio se trató en realidad de su campaña para conseguir el «codiciado papel protagonista» de Eva Perón en la película Evita (1996), opinión que compartió Jim Farber, del New York Daily News. Sobre esto, The Arizona Republic resaltó que «Madonna vuelve a demostrar que es una astuta mujer de negocios [...] al reposicionarse con el público adulto que quizá no esté realmente interesado en posturas sexuales». Leonardo Campos, de Plano Crítico, observó que hubo «estrategias publicitarias inteligentes» detrás del lanzamiento y que ella era consciente del funcionamiento de la cultura pop, por ello prefirió «cambiar un poco de rumbo» para que su imagen pública «se acercara más a lo clásico, dado el empeño puesto en el biopic musical de la gran dama argentina». Ana Marta González, en su ensayo Ficción e identidad: Ensayos de cultura postmoderna (2009), también creyó que el lanzamiento era una «nueva estrategia» de la artista; observó que, con Something to Remember, Madonna declaraba haber aprendido a hacer las cosas con menos fanfarria y a darle mayor protagonismo a la música, «pero ni ese anuncio expreso ni la celosa protección de la vida privada que desde entonces ha procurado han podido disipar la sospecha de que se trata de una nueva estrategia. La ficción ha engullido no solo a la realidad, sino a la pretensión de realidad». En otros comentarios más variados, Tony Power, de Blender, aseguró que la colección confirmaba su «creciente confianza vocal», pero criticó la inclusión de «Love Don't Live Here Anymore» y lo calificó con dos estrellas de cinco. En una reseña a su discografía, Daniel Megarry, de Gay Times, sostuvo que, aunque era un gran lanzamiento, «carecía de la innovación sonora y el impacto cultural que los fanáticos esperaban de sus álbumes». Mary Cross afirmó que, si bien el álbum había sido bien recibido, «estaba claro que su carrera necesitaba un impulso importante para mantenerse en la cultura mainstream de la música, y no iba a recurrir a la provocación como en los últimos cinco años».
Otras reseñas también se centraron en su voz, pero de manera más dispar. Caroline Sullivan, de The Guardian, aseguró que la colección resaltaba al mismo tiempo la «mayor fortaleza y debilidad de Madonna»: «El aspecto relacionado con el género es, con mucho, el más atractivo, pero los tempos lentos exponen sus grandes limitaciones como vocalista». Jim Farber, del New York Daily News, sintió que el objetivo de centrar la atención en sus «dotes interpretativos» no siempre era una buena idea, como en la canción homónima o en «One More Chance», dado que su «vocecita» resultaba más expresiva cuando se mantenía dentro de unos «límites estrictos», como en «Live to Tell» o «I'll Remember». Más aún, declaró que el material carecía de cohesión, pero tenía una «amplitud asombrosa» y demostró «hasta dónde puede llegar Madonna con su limitado instrumento». A pesar de que el escritor Alwyn W. Turner sostuviera que había evolucionado hasta convertirse en una cantante de baladas «madura», «sofisticada» y «excelente», también percibió que en algunas de las canciones más lentas «suena como si de vez en cuando tuviera algún momento de duda sobre sí misma». Tirzah Agassi, de The Jerusalem Post, recalcó tanto los arreglos musicales como el registro de la artista en las tres canciones nuevas y la felicitó por haber «invertido mucho en mejorar su técnica vocal», pero admitió que se había «aburrido» después de escuchar solo las primeras cuatro pistas del disco y sintió que ella aún podía «ponerse a la altura de los músicos superlativos con los que toca ahora». Aunque remarcó que las canciones compuestas para películas representaban «gran parte del poder baladístico de Madonna», Al Walentis, del Reading Eagle, admitió que los temas nuevos apenas no eran «esenciales»; agregó: «Puede que nadie esté a la altura de Madonna en lo que se refiere al éxito en las emisoras de los 40 principales, pero si quieres una colección realmente impecable, echa un vistazo a sus remezclas dance, esas pistas sí son realmente algo para recordar». Más negativo fue Robert Christgau, quien le otorgó una calificación de «fracaso» (dud), lo que indica «un disco malo cuyos detalles rara vez merecen más reflexión». Lessick, de The Johns Hopkins News-Letter, lamentó la omisión de algunas baladas de Madonna como «Promise to Try» de Like a Prayer, «Sooner or Later» de I'm Breathless y otras de Bedtime Stories como «Sanctuary» e «Inside of Me», pero finalizó de manera más favorable al declarar que «los críticos que desestiman a Madonna como una artista sin importancia y un fenómeno de marketing deberían escuchar esta colección de baladas. Es posible que se sorprendan». Por último, en una conclusión positiva, Andy Orrell, de Entertainment Scene 360, apuntó que era un álbum «épico» que cualquier admirador de Madonna debería tener.

## Reconocimientos e impacto

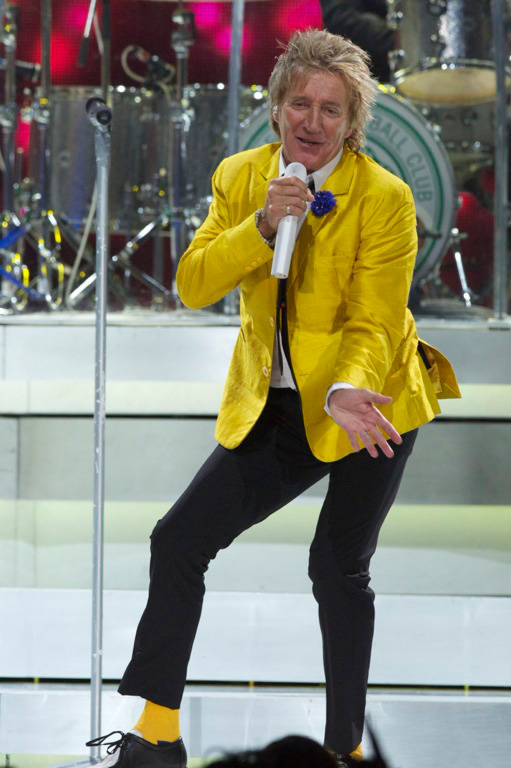
Según Billboard, el éxito comercial de Something to Remember motivó a que Warner Bros. publicara el recopilatorio de baladas If We Fall in Love Tonight de Rod Stewart (imagen) en noviembre de 1996, un año después del de Madonna

Timothy White de Billboard calificó a Something to Remember como el quinto mejor álbum de 1995 y estuvo entre los favoritos de Anne-Marie Nicol, vicepresidenta de desarrollo artístico de Warner Music International. En la edición por su décimo aniversario, la revista Hits la incluyó en el 38.º puesto de los 50 álbumes más destacados del año. En una encuesta realizada por el Jornal do Brasil, fue considerado el mejor álbum extranjero de 1996, con más de 300 votos, y Madonna fue elegida como la mejor artista femenina internacional. Además, recibió el galardón a artista femenina internacional en los premios Multishow de Música Brasileña de 1996 y estuvo entre los candidatos a mejor cantante extranjera en los Žebřík Music Awards de República Checa. Dado el buen recibimiento comercial del disco en Alemania, también ganó como mejor artista femenina internacional de pop/rock en los premios Echo, realizados en febrero de 1996. Para ese mismo mes, el recopilatorio era el tercer infolio más vendido de Warner Bros. Publications, por detrás de Insomniac de Green Day y la banda sonora Waiting To Exhale.
De acuerdo con David Sprague de la revista Billboard, Something to Remember fue un ejemplo de la nueva tendencia de las discográficas de publicar colecciones de «grandes baladas» con material «más suave», como If We Fall in Love Tonight de Rod Stewart y Love Songs de Elton John, ambas de 1996, con el objetivo de atraer a consumidores y un público en general más maduro. Según el periodista, el éxito comercial que supuso tanto el disco como el sencillo «You'll See» motivó a que Warner Bros. publicara el recopilatorio de Stewart en noviembre de 1996, un año después del de Madonna; al respecto, Arnold Stiefel, representante de Stewart, comentó: «Me impresionó mucho, pero no me sorprendió, el éxito que Warner Bros. tuvo con Something to Remember, y pensé que la idea sería perfecta para Rod». En agosto de 1996, mes que coincidió con su cumpleaños, los fanáticos de Madonna organizaron un festival dedicado a ella en los Estados Unidos que llevó por título «Something to Remember».
En un artículo para Metro Silicon Valley, la académica Gina Arnold lo denominó un «triunfo» y una «colección rara que tiene tanto un tema —baladas— como una medida de inspiración», lo que resulta «fresco y familiar». Además, cuestionó la censura y las críticas negativas que enfrentó Madonna en los años anteriores y sintió que el disco también era una «refutación a su imagen popular». Por último, enfatizó que no es una mera artista que se «limita a juntar un puñado de éxitos», y ese «sentido de integridad la hace casi única»; concluyó: «El hecho de que Madonna haya seguido produciendo algunas de las canciones más disfrutables de los últimos trece años es una victoria, no tanto para las mujeres, sino para el uso juicioso de la inteligencia, la sabiduría y la autoestima en un mundo en el que esas cosas no son precisamente abundantes. Eso es algo para recordar».

## Lista de canciones
| Something to Remember |                                                             |                                      |                                  |          |  |
| N.º                   | Título                                                      | Escritor(es)                         | Productor(es)                    | Duración |  |
| 1.                    | «I Want You» (con Massive Attack)                           | Leon Ware «T-Boy» Ross               | Nellee Hooper                    | 6:23     |  |
| 2.                    | «I'll Remember» (Theme from the Motion Picture With Honors) | Patrick Leonard Madonna Richard Page | Madonna Leonard                  | 4:23     |  |
| 3.                    | «Take a Bow»                                                | Babyface Madonna                     | Babyface Madonna                 | 5:21     |  |
| 4.                    | «You'll See»                                                | Madonna David Foster                 | Madonna Foster                   | 4:41     |  |
| 5.                    | «Crazy for You»                                             | John Bettis Jon Lind                 | John «Jellybean» Benitez         | 4:04     |  |
| 6.                    | «This Used to Be My Playground»                             | Madonna Shep Pettibone               | Madonna Pettibone                | 5:10     |  |
| 7.                    | «Live to Tell»                                              | Madonna Leonard                      | Madonna Leonard                  | 5:52     |  |
| 8.                    | «Love Don't Live Here Anymore» (Remix)                      | Miles Gregory                        | Nile Rodgers David Reitzas [ a ] | 4:54     |  |
| 9.                    | «Something to Remember»                                     | Madonna Leonard                      | Madonna Leonard                  | 5:04     |  |
| 10.                   | «Forbidden Love»                                            | Babyface Madonna                     | Hooper Madonna                   | 4:09     |  |
| 11.                   | «One More Chance»                                           | Madonna Foster                       | Madonna Foster                   | 4:28     |  |
| 12.                   | «Rain»                                                      | Madonna Pettibone                    | Madonna Pettibone                | 5:29     |  |
| 13.                   | «Oh Father»                                                 | Madonna Leonard                      | Madonna Leonard                  | 4:59     |  |
| 14.                   | «I Want You» (orquestal) (con Massive Attack)               | Ware Ross                            | Hooper                           | 6:04     |  |
| 01:11:01              |                                                             |                                      |                                  |          |  |

| Something to Remember — pista adicional edición latinoamericana |                                              |                             |                |          |  |
| N.º                                                             | Título                                       | Escritor(es)                | Productor(es)  | Duración |  |
| 15.                                                             | «Verás» (versión en español de «You'll See») | Madonna Foster Paz Martínez | Madonna Foster | 4:21     |  |

| Something to Remember — pista adicional edición japonesa |                  |                               |                 |          |  |
| N.º                                                      | Título           | Escritor(es)                  | Productor(es)   | Duración |  |
| 15.                                                      | «La isla bonita» | Madonna Leonard Bruce Gaitsch | Madonna Leonard | 4:02     |  |

Notas
1. ↑  Indica remezclada por.

## Posicionamiento en listas
| País/Continente   | Lista (1995-1996)           | Posición más alta |
| ----------------- | --------------------------- | ----------------- |
| Alemania          | Offizielle Deutsche Charts  | 2                 |
| Argentina         | CAPIF                       | 2                 |
| Australia         | ARIA Charts                 | 1                 |
| Austria           | Ö3 Austria                  | 1                 |
| Bélgica (Flandes) | Ultratop Albums             | 9                 |
| Bélgica (Valonia) | Ultratop Albums             | 4                 |
| Brasil            | NOPEM                       | 4                 |
| Canadá            | RPM Top 100 Albums          | 2                 |
| Canadá            | The Record                  | 4                 |
| Chile             | APF                         | 3                 |
| Dinamarca         | IFPI                        | 2                 |
| Escocia           | Scottish Albums Chart       | 6                 |
| España            | PROMUSICAE                  | 6                 |
| Estados Unidos    | Billboard 200               | 6                 |
| Estados Unidos    | Cash Box Top 100 Pop Albums | 4                 |
| Estados Unidos    | The Network 40 Sales Chart  | 7                 |
| Estonia           | Eesti Top 10                | 1                 |
| Europa            | European Top 100 Albums     | 3                 |
| Finlandia         | Suomen virallinen lista     | 1                 |
| Francia           | SNEP                        | 6                 |
| Hungría           | Album Top 40 slágerlista    | 2                 |
| Irlanda           | IFPI                        | 7                 |
| Italia            | FIMI                        | 1                 |
| Japón             | Oricon                      | 9                 |
| Noruega           | VG-lista                    | 6                 |
| Nueva Zelanda     | RMNZ                        | 8                 |
| Países Bajos      | Dutch Album Top 100         | 19                |
| Portugal          | AFP                         | 3                 |
| Reino Unido       | UK Albums Chart             | 3                 |
| República Checa   | IFPI                        | 6                 |
| Singapur          | SPVA                        | 1                 |
| Sudáfrica         | RISA                        | 32                |
| Suecia            | Sverigetopplistan           | 3                 |
| Suiza             | Schweizer Hitparade         | 3                 |

| País/Continente   | Lista (1995)       | Posición |
| ----------------- | ------------------ | -------- |
| Australia         | ARIA Charts        | 19       |
| Bélgica (Flandes) | Ultratop Albums    | 62       |
| Bélgica (Valonia) | Ultratop Albums    | 49       |
| Canadá            | RPM Top 100 Albums | 91       |
| Japón             | Oricon             | 213      |
| Reino Unido       | UK Albums Chart    | 11       |
| Suecia            | Sverigetopplistan  | 16       |

| País/Continente | Lista (1996)               | Posición |
| --------------- | -------------------------- | -------- |
| Alemania        | Offizielle Deutsche Charts | 25       |
| Australia       | ARIA Charts                | 28       |
| Austria         | Ö3 Austria                 | 15       |
| Canadá          | RPM Top 100 Albums         | 28       |
| Estados Unidos  | Billboard 200              | 36       |
| Europa          | European Top 100 Albums    | 14       |
| Japón           | Oricon                     | 99       |
| Noruega         | VG-lista                   | 18       |
| Países Bajos    | Dutch Album Top 100        | 55       |
| Reino Unido     | UK Albums Chart            | 64       |
| Suecia          | Sverigetopplistan          | 87       |
| Suiza           | Schweizer Hitparade        | 22       |

## Certificaciones y ventas
| País (organismo certificador) | Certificación | Unidades certificadas/ Ventas |
| ----------------------------- | ------------- | ----------------------------- |
| Alemania (BVMI)               | Platino       | 500 000                       |
| Argentina (CAPIF)             | 2× Platino    | 120 000                       |
| Australia (ARIA)              | 4× Platino    | 280 000                       |
| Austria (IFPI Austria)        | Platino       | 50 000                        |
| Bélgica (BEA)                 | Oro           | 25 000                        |
| Brasil (Pro-Música Brasil)    | 2× Oro        | 350 000                       |
| Canadá (CRIA)                 | 2× Platino    | 200 000                       |
| España (PROMUSICAE)           | Oro           | 50 000                        |
| Estados Unidos (RIAA)         | 3× Platino    | 2 281 000                     |
| Finlandia (Musiikkituottajat) | 2× Platino    | 93 043                        |
| Francia (SNEP)                | 2× Oro        | 200 000                       |
| Israel                        | —             | 70 000                        |
| Italia                        | —             | 560 000                       |
| Japón (RIAJ)                  | 2× Platino    | 400 000                       |
| Nueva Zelanda (RMNZ)          | Platino       | 15 000                        |
| Países Bajos (NVPI)           | Platino       | 100 000                       |
| Polonia (ZPAV)                | Oro           | 50 000                        |
| Reino Unido (BPI)             | 3× Platino    | 880 000                       |
| Sudáfrica (RiSA)              | Oro           | 25 000                        |
| Suecia (GLF)                  | Platino       | 100 000                       |
| Suiza (IFPI Suiza)            | Platino       | 50 000                        |
| Sumario                       |               |                               |
| Europa (IFPI)                 | 3× Platino    | 3 000                         |
| Mundo                         | —             | 10 000                        |

## Créditos y personal
- Babyface: composición, producción
- John Bettis: composición
- Dean Chamberlain: fotografía
- Felipe Elgueta: asistente de ingeniería, asistente de mezcla
- David Foster: arreglos, teclados, composición, producción
- Simon Franglen: programación de Synclavier
- Miles Gregory: composición
- Nellee Hooper: producción
- John «Jellybean» Benitez: producción
- Suzie Katayama: violonchelo
- Patrick Leonard: composición, producción
- Jon Lind: composición
- Madonna: artista principal, voz, arreglos, composición, producción
- Massive Attack: intérprete, artista invitado
- Rob Mounsey: arreglos
- Jan Mullaney: teclados
- Richard Page: composición
- Dean Parks: guitarra acústica
- Shep Pettibone: composición, producción
- Dave Reitzas: remezcla, producción, ingeniería, mezcla
- Ronnie Rivera: asistente de ingeniería, asistente de mezcla
- Nile Rodgers: producción
- Arthur Ross: composición
- Greg Ross: dirección de arte, diseño
- Mario Testino: fotografía (portada)
- Michael Thompson: guitarra eléctrica
- Leon Ware: composición

Créditos adaptados del folleto de Something to Remember y de AllMusic.